# احمد نهاوندی
احمد بن محمد نهاوندی منجم مسلمان ایرانی بود که در زمان یحیی بن خالد بن برمکی (متوفی در ۸۰۲ – ۸۰۳ میلادی) در جندی‌شاپور برآمد. او در در جندی‌شاپور به رصدهای نجومی پرداخت و زیجی موسوم به مشتمل تألیف کرد و حدود ۸۳۵ تا ۸۴۵ میلادی درگذشت.
پژوهشگران معاصر به اهمیت کار نهاوندی به علت تقدم زمانی و هم به سبب آنکه رصدهای وی تألیف الزیج المشتمل را به دنبال داشته، تأکید می‌ورزند.